# Seneca County (Ohio)
Seneca County ist ein County im Bundesstaat Ohio der Vereinigten Staaten. Der Verwaltungssitz (County Seat) ist Tiffin.

## Geographie
Das County liegt im Norden von Ohio, ist im Nordosten etwa 30 km vom Eriesee, dem südlichsten der 5 Großen Seen, entfernt und hat eine Fläche von 1431 Quadratkilometern, wovon fünf Quadratkilometer Wasserfläche sind. Es grenzt im Uhrzeigersinn an folgende Countys: Sandusky County, Huron County, Crawford County, Wyandot County, Hancock County und Wood County.

## Geschichte

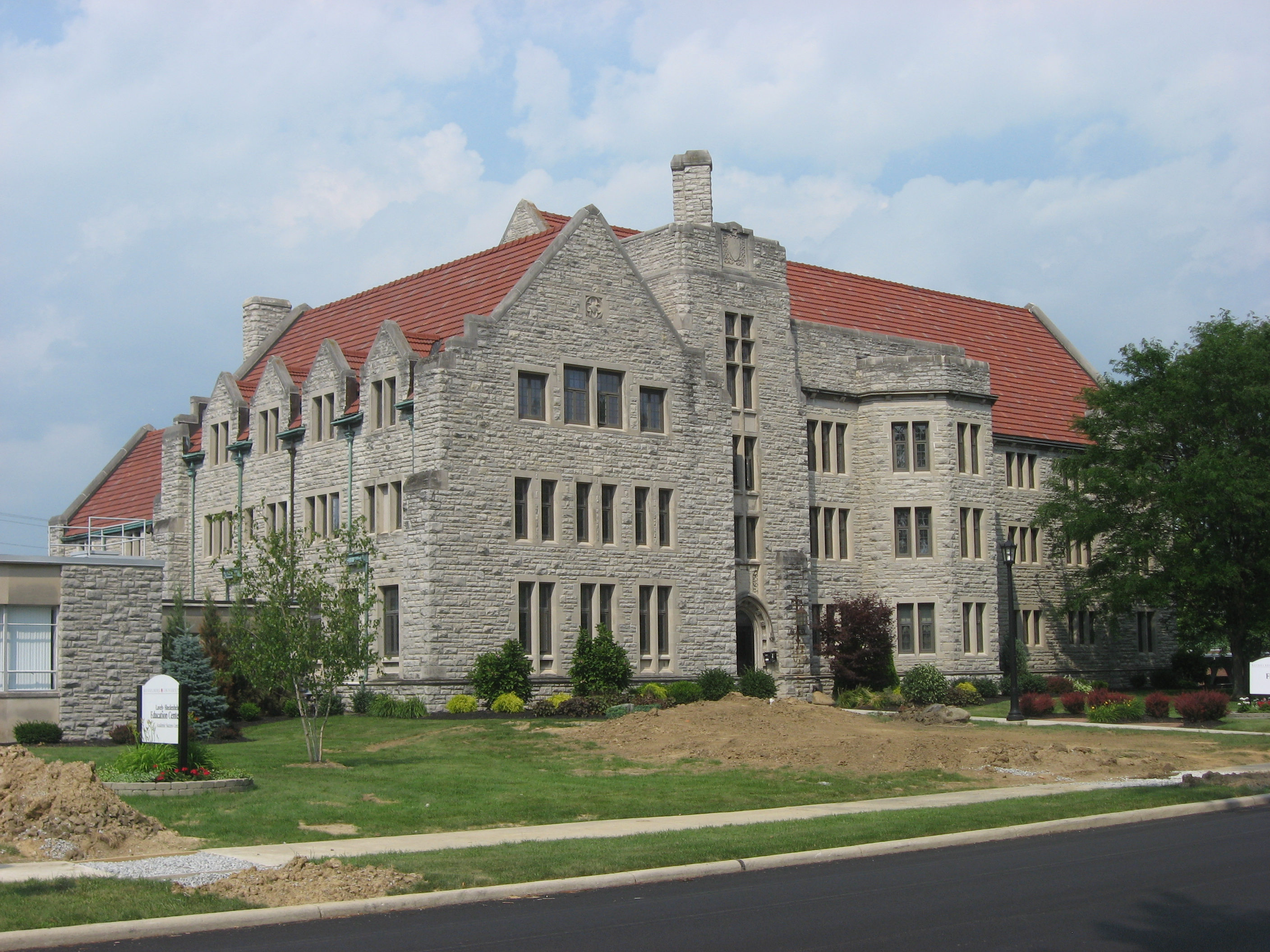
Die France Hall der Heidelberg University ist einer von 45 Einträgen des Countys im NRHP.

Seneca County wurde am 12. Februar 1820 aus Teilen des Huron County gebildet und am 22. Januar 1824 abschließend organisiert. Benannt wurde es nach dem nordamerikanischen Indianervolk der Seneca, deren Reservat hier war.
45 Bauwerke und Stätten des Countys sind im National Register of Historic Places (NRHP) eingetragen (Stand 18. Mai 2018).

## Demografische Daten

Alterspyramide des Seneca County

Nach der Volkszählung im Jahr 2000 lebten im Seneca County 58.683 Menschen in 22.292 Haushalten und 15.738 Familien. Die Bevölkerungsdichte betrug 41 Einwohner pro Quadratkilometer. Ethnisch betrachtet setzte sich die Bevölkerung zusammen aus 95,04 Prozent Weißen, 1,76 Prozent Afroamerikanern, 0,18 Prozent amerikanischen Ureinwohnern, 0,38 Prozent Asiaten, 0,01 Prozent Bewohnern aus dem pazifischen Inselraum und 1,39 Prozent aus anderen ethnischen Gruppen; 1,25 Prozent stammten von zwei oder mehr Ethnien ab. 3,36 Prozent der Bevölkerung waren spanischer oder lateinamerikanischer Abstammung.
Von den 22.292 Haushalten hatten 33,4 Prozent Kinder und Jugendliche unter 18 Jahre, die bei ihnen lebten. 56,1 Prozent waren verheiratete, zusammenlebende Paare, 10,2 Prozent waren allein erziehende Mütter, 29,4 Prozent waren keine Familien, 24,7 Prozent waren Singlehaushalte und in 10,6 Prozent lebten Menschen im Alter von 65 Jahren oder darüber. Die Durchschnittshaushaltsgröße betrug 2,56 und die durchschnittliche Familiengröße lag bei 3,04 Personen.
Auf das gesamte County bezogen setzte sich die Bevölkerung zusammen aus 26,0 Prozent Einwohnern unter 18 Jahren, 10,4 Prozent zwischen 18 und 24 Jahren, 27,2 Prozent zwischen 25 und 44 Jahren, 22,4 Prozent zwischen 45 und 64 Jahren und 14,1 Prozent waren 65 Jahre alt oder darüber. Das Durchschnittsalter betrug 36 Jahre. Auf 100 weibliche Personen kamen 98,0 männliche Personen. Auf 100 Frauen im Alter von 18 Jahren oder darüber kamen statistisch 95,7 Männer.
Das jährliche Durchschnittseinkommen eines Haushalts betrug 38.037 USD, das Durchschnittseinkommen der Familien betrug 44.600 USD. Männer hatten ein Durchschnittseinkommen von 32.387 USD, Frauen 22.383 USD. Das Prokopfeinkommen betrug 17.027 USD. 6,1 Prozent der Familien und 9,0 Prozent der Bevölkerung lebten unterhalb der Armutsgrenze. Davon waren 9,6 Prozent Kinder oder Jugendliche unter 18 Jahre und 7,2 Prozent waren Menschen über 65 Jahre.